# پیز کازارولس
پیز کازارولس (به لاتین: Piz Cazarauls) یک کوه در سوئیس است که در کانتون گراوبوندن واقع شده‌است. پیز کازارولس ۳٬۰۶۳ متر بالاتر از سطح دریا واقع شده‌است.